# Gastón Obledo
Gastón Obledo (San Luis Potosí, 6 de febrero de 1966) es un exfutbolista y entrenador mexicano que dirige a los Alacranes de Durango de la Segunda División de México.

## Trayectoria

### Trayectoria como jugador
Debutó con los rojinegros del Atlas como delantero en el partido Monterrey vs Atlas entrando al minuto 18 del segundo tiempo por Martín Castañeda. Al final perdió el equipo por diferencia de 1-0 pero en ese partido le vio algo el entrenador Luis Garisto. Gastón Obledo jugó 23 partidos en la temporada 1989-1990, anotando 4 goles.
En la temporada 1990-1991 siguió en la posición de delantero. Ahora de titular consiguió 10 goles en 33 juegos. Gastón Obledo se estaba ganando la confianza del público.
En la temporada 1991-1992 disminuyó su tanda de gol anotando 6 goles en 34 juegos.
El delantero buscaba hacerse ver con otros equipos, fue entonces cuando el equipo de Correcaminos lo contrató para reforzar el equipo naranja; en la temporada 1992-1993 participó en 33 juegos anotando 7 goles en el Correcaminos. No duraría mucho tiempo en el Correcaminos 
ya que sería transferido al equipo del Atlante en la temporada 1993-1994. 
En el primer torneo hizo 13 goles en 32 juegos. Se estaba postulando a ser uno de los mejores jugadores de México, sin embargo fue en el siguiente torneo cuando empezó su fracaso;
en la temporada 1994-1995 jugó 36 juegos en los que solo anotó 2 goles.
Con las contrataciones de los delanteros Hugo Sánchez Márquez, Gabriel Miranda y Alexander Owhofasa, a Ricardo La Volpe no le queda otra opción más que ponerlo de medicocampista para mantenerlo en el club en la temporada 1995-1996. A Gastón Obledo no le afectó tanto el cambio de posición ya que en el torneo hizo 7 goles en 32 juegos jugando muy bien la temporada.
En el invierno 1996, dirigido por Miguel Mejía Barón jugó todos los encuentros, 
incluso los cuartos de final que se perdió con Toros Neza en un global de 9-2
no obtuvo ningún gol en el torneo.
En el verano de 1997 jugó en 13 partidos en los que no hizo ningún gol, lo que provocó que lo pusieran transferible; ahí lo volvió a contratar Ricardo La Volpe para que jugara con el Atlas. En el invierno 1997 jugaría 13 juegos en los que convertiría sólo un gol de cabeza en el partido de Atlas vs. Morelia, en el que ganó 4-2 el conjunto de Atlas.
En el verano de 1998 jugó 12 partidos en los que anotó solamente 2 goles; ya Gastón Obledo perdió su relación con el gol. Fue cedido al equipo de Monterrey para que jugara el invierno 1998 en donde jugaría 16 partidos con solo un gol en el torneo.
Para el siguiente torneo el equipo de Monterrey estaba en peligro de ir al descenso.
Gastón Obledo jugó 16 juegos en donde también participó en un solo gol, al final el equipo se salvó del descenso y Obledo siguió en el club en la temporada siguiente también jugaría la misma cantidad de juegos, jugaría 16 en los que metió 2 goles. Gastón estaba disgustado por no explotar lo que había hecho antes. Intentó ir a otro club pero ninguno se interesó en él.
Así que siguió en el Club y para el verano de 2000 jugó 15 juegos en el que ningún juego metió gol. 
En el invierno de 2000 solo consiguió meter 2 goles. En el verano de 2001 dirigido por Benito Floro jugó 18 partidos contando los de la liguilla y no consiguió meter ni un solo gol. En el invierno de 2001 el 21 de julio, en la primera jornada metió el último gol de su carrera en el partido Monterrey vs. Pumas, y en el verano de 2002 jugó 8 encuentros y ningún gol, ahí fue donde terminó su carrera como futbolista.

### Trayectoria como Director Técnico
En el Clausura 2004 fue contratado como Auxiliar Técnico del Cruz Azul por Enrique Meza
en el que solo duró un torneo ya que después sería contratado por José Guadalupe Cruz
para Auxiliar Técnico del Atlante duraría hasta el Apertura 2005 ya que sería cesado José Guadalupe Cruz y el nuevo entrenador Sergio Bueno no lo quiso como su auxiliar, para el Clausura 2006 fue el auxiliar técnico del León en donde solo duraría ese torneo, después fue contratado como auxiliar técnico del Colima para el Apertura 2006 y en el Clausura 2007
fue contratado como Director Técnico del Colima en el que jugó 20 partidos en los que ganó 8 juegos, empató 7, y perdió 5. De ahí el equipo de Colima se transformó al Real de Colima. Jugó 17 juegos, ganando 6 juegos, empatando 4 y perdiendo 7 de ahí se fue como Auxiliar Técnico de Miguel Ángel Brindisi para el Atlas en donde llegaría al repechaje siendo eliminados por el Necaxa. En el Apertura 2008 fue cesado Miguel Ángel Brindisi, pero no le afectó a Obledo ya que Darío Franco lo aceptó como su auxiliar técnico. En el Clausura 2009 para la jornada 2 fue cesado el técnico Darío Franco.
Hubo un gran escándalo ya que se decía que Ricardo La Vople iba a dirigir al equipo.
Gastón Obledo se candidateó para dirigir al Atlas; declaró que se sentía preparado para dirigir a un equipo. Días después Ricardo La Volpe toma el puesto de Director Técnico pero el partido de la jornada 3 no lo dirigiría La Volpe si no el mismo Gastón Obledo ocupando el lugar de interino, empatando 1-1 en el partido contra Tigres.
Después de Mucho tiempo sin dirigir, se confirmó que el, junto con Gabriel Pereyra, dirigirian al Atlante FC.
Posteriormente dirigió a la Segunda División de Monarcas Morelia, en donde aportó todo su conocimiento y experiencia en favor de los jóvenes Rojiamairllos. 
Actualmente dirige a los Alacranes de Durango de la Segunda División Profesional, Liga Premier con derecho a Ascenso.
- Datos: Q5876235